# Poprzeczki
Poprzeczki – nieoficjalny przysiółek wsi Gołąb, w Polsce, w województwie lubelskim, w powiecie lubartowskim, w gminie Michów.
Przysiółek należy do sołectwa Gołąb.
Miejscowość nie figuruje w systemie TERYT; zapisano jej nazwę w PRNG jako niestandaryzowany przysiółek wsi Gołąb).
W latach 1975–1998 miejscowość administracyjnie należała do województwa lubelskiego.